# Nikanor (Iličić)
Nikanor, imię świeckie Nedeljko Iličić (ur. 6 listopada 1906 w Nowym Bečeju, zm. 6 listopada 1986 w Sremskiej Kamenicy) – serbski biskup prawosławny.

## Życiorys
Syn Nedeljka i Sofiji Iličić. Ukończył seminarium duchowne w Sremskich Karlovcach, a następnie studia teologiczne na Wydziale Teologicznym Uniwersytetu Belgradzkiego. W roku uzyskania dyplomu złożył wieczyste śluby mnisze przed archimandrytą Sawą, w monasterze Krušedol. Na krótko został skierowany do monasteru św. Jerzego w eparchii temesvarskiej, po czym został nauczycielem w gimnazjum w Velikim Bečkerku. Tam przyjął święcenia diakońskie i rozpoczął służbę duszpasterską. Działał w założonej przez biskupa ochrydzkiego Mikołaja Prawosławnej Narodowej Wspólnocie Chrześcijańskiej, organizacji religijnej o wyraźnym obliczu konserwatywno-narodowym. W 1939 otrzymał godność protodiakona.
20 maja 1947 został nominowany na biskupa górnokarlovackiego i w związku z tym cztery dni później został wyświęcony na kapłana. Jego chirotonia biskupia odbyła się w soborze św. Michała Archanioła w Belgradzie 3 czerwca tego samego roku pod przewodnictwem patriarchy serbskiego Gabriela V. Jako biskup górnokarlovacki hierarcha był równocześnie administratorem sąsiedniej, wakującej eparchii dalmackiej, jednak władze jugosłowiańskie nie zezwalały mu na wykonywanie na jej terenie żadnych czynności biskupich. Utrudniano mu również działania na rzecz odbudowy eparchii górnokarłowickiej po zniszczeniach wojennych i prześladowaniach prawosławnych Serbów w Niezależnym Państwie Chorwackim. W 1951 hierarcha został przeniesiony na katedrę sremską, gdzie również kierował odnową struktur eparchii po zniszczeniach wojennych. W 1955 objął katedrę Baczki i pozostał na niej do końca życia. Został pochowany w soborze św. Jerzego w Nowym Sadzie.